# Charles Bull
Charles Bull, född 1909, död 1939, var en engelsk cricket- och bordtennisspelare. 
Bull spelade sitt första VM 1928 och 1932, 5 år senare, sitt 4:e och sista. Under sin karriär tog han 7 medaljer i bordtennis-VM, 2 silver och 5 brons. 
Bull spelade VM-finalen i dubbel 1928 tillsammans med Fred Perry (som året efter vann singeltiteln) mot det österrikiska paret Robert Thum och Alfred Liebster, österrikarna vann i tre raka set med 3-0 (21-10, 21-13, 21-16). Året efter tog de sig till semifinalen.

## Meriter
- Bordtennis VM
  - 1928 i Stockholm
    - 2:a plats dubbel med Fred Perry
    - 3:e plats mixed dubbel (med Joan Ingram)
    - 3:e plats med det engelska laget

  - 1929 i Budapest
    - 3:e plats dubbel med Fred Perry
    - 3:e plats med det engelska laget

  - 1931 i Budapest
    - 2:a plats med det engelska laget (med Adrian Haydon, David Jones, Stanley Proffitt,  Tommy Sears).

  - 1932 i Prag
    - 3:e plats dubbel (med David Jones )
    - 7:e plats med det engelska laget